# 小明町
小明町（こうみょうちょう）は、奈良県生駒市の町名。郵便番号は630-0201。

## 地理
生駒市中部に位置し、北に南田原町、西に新生駒台、俵口町、生駒台北、生駒台南、桜ケ丘、南に辻町、東に奈良市、あすか野南、あすか野北と接する。

### 河川
- 東生駒川

### 湖沼
- ドンデン池

## 歴史
小明村は大和国平群郡に属し、天文18年（1549年）には生馬上庄小名村として名前が見える。江戸時代に入ると、はじめ竜田藩領、寛永16年（1639年）からは郡山藩領、延宝7年（1679年）からは旗本の松平家（松平信重）の知行地へと移り変わった。
明治22年（1889年）に北生駒村の一部となり、大正3年（1914年）になると大軌電車が開通したが、小明ではしばらくの間都市化は進まなかった。十五年戦争の始まった昭和6年（1931年）頃より、都市部からの疎開者を中心に人口が増えだし、戦後、公営住宅の建設や民営企業による大規模開発が進められ、昭和30年（1955年）頃から住宅地として都市化が進んでいった。

### 地名の由来
「小明」の由来ははっきりしないが、以下の説が考えられる。いずれも「コ-ミョウ」→「コーミョー」という音便変化に因んでいる。
- 「天文18年2月24日、生馬上庄小名村」と書かれた碑文があることから、当時「小名村」と呼ばれていたと考えられ、荘園内の「小さな名田」であったことから「小名」、後に「小明」と呼ばれるようになったという説[9]。
- 村の鎮守として稲蔵明神が祀られており、小さな明神がある場所という意味で「小明」と呼ばれるようになったという説[9]。『慶長郷帳』に「小ミやうじ村」、『元和郷帳』に「小ミや村」とあるのは、稲蔵明神の「小宮」「小明神」から来ているとも考えられ、この説の裏付けになるとも考えられる[9]。

### 沿革
- 1889年（明治22年） - 山崎村・谷田村・俵口村・辻村・菜畑村と合併して北生駒村が発足[10]。北生駒村大字小明となる[5]。
- 1921年（大正10年） - 生駒町の大字となる[5]。
- 1962年（昭和37年） - 生駒台南・生駒台北が分離[5]。
- 1968年（昭和43年） - 新生駒台・桜ケ丘が分離[5]。
- 1971年（昭和46年） - 生駒市小明町となる[5]。

## 世帯数と人口
2020年（令和2年）10月1日現在の世帯数と人口は以下の通りである。
| 町丁   | 世帯数    | 人口    |
| ------ | --------- | ------- |
| 小明町 | 1,756世帯 | 4,330人 |

### 人口の変遷
国勢調査による人口の推移。
| 1995年（平成7年）  | 3,123人 | [ 11 ] |  |
| 2000年（平成12年） | 3,929人 | [ 12 ] |  |
| 2005年（平成17年） | 4,328人 | [ 13 ] |  |
| 2010年（平成22年） | 4,504人 | [ 14 ] |  |
| 2015年（平成27年） | 4,345人 | [ 15 ] |  |

### 世帯数の変遷
国勢調査による世帯数の推移。
| 1995年（平成7年）  | 963世帯   | [ 11 ] |  |
| 2000年（平成12年） | 1,242世帯 | [ 12 ] |  |
| 2005年（平成17年） | 1,419世帯 | [ 13 ] |  |
| 2010年（平成22年） | 1,541世帯 | [ 14 ] |  |
| 2015年（平成27年） | 1,568世帯 | [ 15 ] |  |

## 事業所
2016年（平成28年）現在の経済センサス調査による事業所数と従業員数は以下の通りである。
| 町丁   | 事業所数  | 従業員数 |
| ------ | --------- | -------- |
| 小明町 | 119事業所 | 1,219人  |

## 交通

### バス
- 奈良交通
  - ひかりが丘住宅線・白庭台住宅線
  - 生駒ニュータウン線

### 道路
- 国道168号

## 施設
- 生駒市立光明中学校
- 生駒市体育協会 総合S.C.（旧総合公園）
- 稲蔵寺
- 稲蔵神社
- ヒルステップ生駒
- ジョーシン東生駒店
- いそかわ 新生駒店